# Ilario Altobelli
Ilario Altobelli (Treia, 1560 – Treia, 31 ottobre 1637) è stato un astronomo e religioso italiano.

## Biografia
Nacque a Montecchio, ora Treia, nelle Marche, nell'estate del 1560 e il 29 maggio 1575 vestì il saio di frate minore conventuale. Ordinato sacerdote nel 1585, dal 1587 studiò a Roma nel Collegio di San Bonaventura e si laureò in teologia l'8 dicembre 1591 nel capitolo provinciale di Fermo.
Dal 1599 al 1605 fu rettore e professore di matematica dello Studio di Verona: di qui, fu tra i primi a osservare, il 9 ottobre 1604, la stella - poi chiamata SN 1604 o Supernova di Keplero - della quale informò il Galilei, allora insegnante a Padova, che sul fenomeno tenne tre lezioni: la posizione della stella pareva contraddire le ipotesi cosmologiche correnti del sistema tolemaico, ponendosi fuori dell'ottava sfera.
Altobelli passò poi negli Studi di Rimini, di Fermo e, dal 1610, di Ancona. Con Galileo si mantenne in corrispondenza, congratulandosi per la pubblicazione del Sidereus nuncius ove lo scienziato pisano annunciava la scoperta di quattro satelliti di Giove: gli scrisse anche di sue ipotesi sulla costituzione della Via Lattea e gli richiese delle nuove lenti per il proprio cannocchiale. Le sue lettere sono pubblicate nell'edizione nazionale delle opere di Galilei.

## Opere
- De nova stella
- Genealogia Seraphica

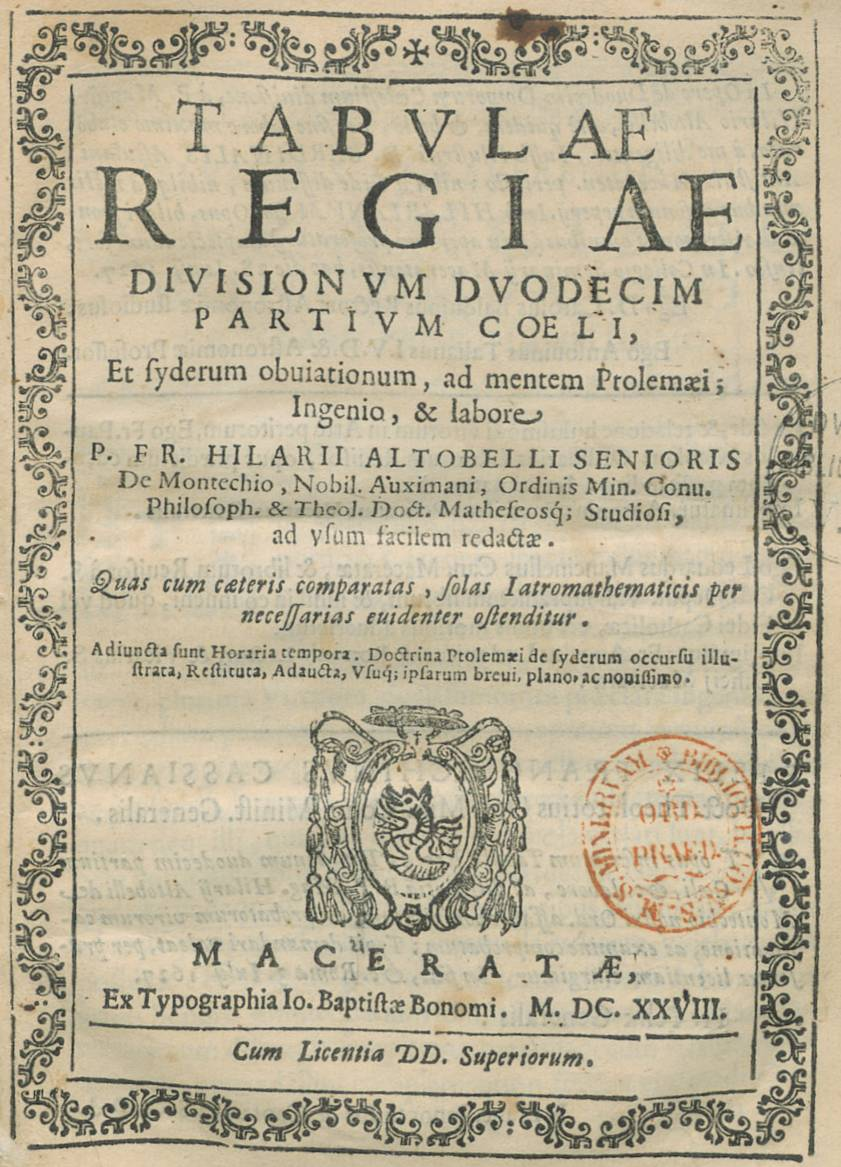
Tabulae regiae divisionum duodecim partium coeli, 1628

- De occultatione stellae Martis anni 1615
- Nova doctrina contra opinionem Aristotelis circa generationem cometarum, Venetiis 1627
- (LA) Tabulae regiae divisionum duodecim partium coeli, Macerata, Giovanni Battista Bonomi, 1628.
- (LA) Demonstratio ostendens artem dirigendi, et domificandi Ioannis de Monte Regio non concordare cum doctrina Ptolemaei, Foligno, Agostino Alteri, 1629.